# 銀河御承知ガッテンダー
銀河御承知ガッテンダー（ぎんかごしょうちガッテンダー）は、2013年制作のボイスドラマCD。ソニーマガジンズ社の月刊AXで連載していた。

## 概要
進みすぎた超科学のため死滅した惑星ジャホーンは、異星人たちの協力により復興再生を遂げた。それは、1800年代の日本とあらゆる面でソックリなものだった。万理及風物解題之書・一によれば、ヒノモト城を中心に広がる都市部とその周辺に存在する農村部からなりたち、農村部で生産された作物を都市部で消費し、都市部で出た廃棄物を農村部で利用する完全なリサイクルシステムが構築され、かつてジャホーンが抱えていた環境問題の影はどこにもなかった。その一方、その裏で起きる凶悪な犯罪は食い止めようがなかった。そこで若様は、相棒飛び足デンパチとともに今日も市中見回りに出るのだ。

## 構成
- 第一話：柏戸暴走
- 第二話：越前屋浸水
- 第三話：深海屋敷
- 第四話：炉暴人大捕物
- 第五話：流刑無常

## 登場人物

### 謎の深海屋敷篇
若様（アオイ･キンヤ、ヒノモト･イオリ）
声 -  中島ヨシキ
本作の主人公。
飛び足のデンパチ
声 - 大石収実
ルリー姫
声 - 宝生のり子
早耳のコロ松
声 - 常峰あずさ
オタツ
声 - 横山祐子
オセイ坊
声 - 桐三さと子
ミー坊
声 - 澤部美木
オサチ坊
声 - 瀬戸内めぐみ
ウモン
声 - 小林昂平
夜嵐のオキョウ
声 - 大矢倫子
ねじくぎのロスカ
声 - 鈴木まどか
アヤノツヅミ
声 - 松浦直也
ウニコルノ
声 -  坂井考男
ギーガス
声 - 榛葉夏江
オロ
声 - 坂本拓弥
プラタ
声 - 田村大輔
コルタドーラ
声 - 高田恭兵
イカ焼きダイキチ･釣り人センパチ
声 - 塚本和哉
団子屋ヨネ
声 - 及川有紀子
飾り職人の甚五郎
声 - 高松周平
厄払い屋助三
声 - 佐藤悠樹
クマハチ
声 - 和田哲谷
ゲンタ
声 - 和泉勇次
御付ロボ･モリュート
声 - TOMO
アマッコ
声 - 澤井美菜子
シンキチ
声 - 鈴音璃愛
トモキチ
声 - 沖本祐征
アマッコ
声 - 澤井美菜子
ナレーションは木場ヨシユキが担当。

### 無常神編
ジョーキチ
声 - 木場ヨシユキ
死炎のキョウシロウ
声 - 川原昌
マキ
声 - 澤井美菜子
オユキ
声 - 横山祐子
白狐のタツジロウ
声 - 小林昂平
チュージ
声 - 坂井孝男
ミヤタ屋番頭
声 - 清水美香子
シンパチ
声 - 佐藤悠樹
カメジロウ
声 - 和泉勇次
マツジロウ
声 - 浅香友貴
オトキチ
声 - 梅崎章宏
ナレーションは小林昂平が担当。

## スタッフ
- 企画：小浜圭太郎
- 原作：岡本英郎
- 監督･演出：岡本英郎
- 脚本：島本高雄
- ゼネラルプロデューサー：石川大智
- プロデューサー：うえまつまなみ・藤井成国
- ラインプロデューサー：KAZUAKI
- アソシエイトプロデューサー：丸山恵子
- キャスティング：千葉順一
- デスク：小濱大作
- キャラクターデザイン：浜田彰子
- メカニックデザイン：久保聡宏
- マテリアルコンクリーター：河野ナリヒロ
- キャラクターイラスト：浜田彰子
- メカイラスト：岡本英郎
- 音楽効果･録音･編集：HΛL/KAZUAKI
- 協力：中山甲太郎

## 主題歌
- dna+「アメジスト」